# Solaia antonellae
Solaia antonellae là một loài bọ cánh cứng trong họ Cerambycidae.